# إيمان سلامة
إيمان سلامة (15 سبتمبر 1983-) ممثلة مصرية، ولدت في مدينة القاهرة، وشاركت في بطولة عدد من الأفلام والمسلسلات التليفزيونية 

## السيرة الذاتية
تخرجت إيمان من مدرسة سانت فاطيما، ثم التحقت بجامعة أكتوبر للسياحة والفنادق، ثم اتجهت بعد ذلك إلي مجال التمثيل حيث بدأت مشوارها الفني من خلال المشاركة في مسلسل حرمت يا بابا عام 2009 ، نونة المأذونة ، كاريوكا، العراف، الثلاثة يشتغلونها ، يونس ولد فضة ، سلسال الدم ، الظاهر، الاب الروحي 

## أعمالها الفنية
- ورا كل باب ج 2
- الأب الروحي [5]
- يونس ولد فضة [6]
- سلسال الدم [7][8]
- الظاهر
- العراف [9]
- كاريوكا
- الثلاثة يشتغلونها
- نونة المأذونة
- حرمت يا بابا
- سيرة حب